# Vincenzo Meco
Vincenzo Meco (* 1. Oktober 1940 in Capistrello) ist ein ehemaliger italienischer Radrennfahrer.

## Sportliche Laufbahn
Meco war im Straßenradsport aktiv. Als Amateur wurde er 1960 im Gran Premio della Liberazione, dem bedeutendsten internationalen italienischen Eintagesrennen für Amateure, Zweiter hinter Aurelio Bianchi. 1962 gewann er die Coppa Cicogna und den Gran Premio Molteni.
Von 1962 bis 1967 war er Unabhängiger und Berufsfahrer. Sein bedeutendster sportlicher Erfolg war ein Etappensieg im Giro d’Italia 1962.
Dritte Plätze holte er im Giro di Campania 1962, in der Trofeo Laigueglia 1964 und im Gran Premio della Liberazione 1964. Den Giro d’Italia bestritt er dreimal. 1962, 1964 und 1965 war er jeweils ausgeschieden. 1962 trug er einen Tag lang das Rosa Trikot. Auch die Vuelta a España 1963 beendete er nicht.
1968 übersiedelte er nach Montreal in Kanada und fuhr dort weiter Radrennen als Amateur. 1969, 1971 und 1972 gewann er das Rennen Quebec–Anjou (heute Montreal–Quebec). 1969 siegte er im Etappenrennen Tour de la Nouvelle-France mit sechs Tageserfolgen.